# Theo Majofski
Theodorus Johannes (Theo) Majofski (Leiden, 16 juli 1771 – Amsterdam, 22 februari 1836) was een Nederlands toneelspeler, zanger en theaterdirecteur. Met Andries Snoek, Helena Snoek, Anna Maria Snoek, Geertruida Jacoba Hilverdink, Johanna Cornelia Wattier en Ward Bingley behoorde hij tot de bekendste acteurs van het classicistische toneel, dat in deze periode tot grote bloei kwam. Daarnaast is hij de stamvader van een omvangrijk toneelgeslacht.

## Biografische schets
Theo Majofski werd geboren binnen het gezin van een  Pools-Litouwse vader en een Nederlandse moeder. Zijn vader Joseph Majofski (1739-1812) was geboren in Brest-Litovsk en kwam als kind naar Leiden, mogelijk in verband met de vele pogroms in Wit-Rusland in die tijd. Leiden stond internationaal bekend als een toevluchtsoord voor vluchtelingen. Joseph trouwde in 1769 met Maria Ravens (1746-1818). Theo werd in Leiden geboren als tweede van acht kinderen. Het gezin verhuisde naar Den Haag toen hij een half jaar was. Ze moeten erg arm geweest zijn, want ze leefden ten tijde van de verhuizing van de bedeling, blijkens een borgbrief van de kerk.

Theo huwde in 1791 Johanna Adams, actrice/zangeres uit het toneelgezelschap van Johannes Adams. Ze kregen twaalf kinderen waarvan er drie op jonge leeftijd overleden. Een aantal kinderen traden in de voetsporen van hun vader: 
- Louisa Johanna Majofski,[4] werd actrice en zangeres. Haar dochter Christine Stoetz werd eveneens een bekend actrice en zangeres, en werd daarin op haar beurt opgevolgd door haar drie kinderen.
- Jacoba Maria Majofski, werd als actrice bekend onder de naam Koosje Naret Koning-Majofski.
- Annemie Majofski, was actrice tot haar huwelijk met fluitist Pieter Wilhelm Dahmen.

Majofski was aangesloten bij de vrijmetselaars. Hij was lid van de loge La Bien Aimée.
Als kind speelde Theo al bij het amateurtoneel in Den Haag. Toen hij zestien was, sloot hij  zich aan bij een rondreizende toneelgezelschap, naar het schijnt zeer tegen de zin van zijn ouders. Hij was verbonden aan het gezelschap van Willem van Dinsen en diens vrouw Catharina Kraijesteijn, en dat van Johannes Adams. Zijn Amsterdamse toneeldebuut vond in 1791 plaats in de Amsterdamsche Schouwburg aan het Leidseplein. Theo's vriend Andries Snoek richtte in 1792 het gezelschap "Nederduitsche Tooneelisten" in Rotterdam. Majofski sloot zich met zijn vrouw en haar halfzuster daarbij aan. Men hoopte de schouwburg in Rotterdam als thuisbasis te bespelen, maar dat theater ging in februari 1793 dicht als gevolg van de oorlogsverklaring van Frankrijk. Het werd voortgezet als een rondreizend theatergezelschap dat steden in de Nederlanden aandeed, terwijl Theo's broer Johannes Demetrius met een deel van de troep als eigen gezelschap in Rotterdam bleef spelen en later naar Ward Bingley ging.
In 1795 kreeg de Amsterdamse Schouwburg een conflict met Bingley, en bood daarop het Majofski-gezelschap een vast contract aan. Majofski wilde echter naar Rotterdam, waar hij enige voorstellingen deed. De gok liep verkeerd af: Rotterdam koos alsnog voor concurrent Bingley. Majofski probeerde het hoofd boven water te houden met rondreizende toneelvoorstellingen, maar dreigde financieel aan de grond te raken en spelers moesten wachten op betaling. Het moet een rampjaar geweest zijn voor Majofski en zijn vrouw: zij verloren  in die periode bovendien een baby van vijf maanden en een dochtertje van 3 jaar. In augustus 1796 accepteerde hij alsnog een vaste aanstelling bij de Amsterdamse Schouwburg, waarschijnlijk door bemiddeling van Andries Snoek, die inmmiddels zijn zwager was geworden en al een vaste aanstelling had. Zijn beide ouders kwamen ook in Amsterdam wonen.
In 1811, tijdens de Franse Bezetting, besloot de gemeente Amsterdam om financiele redenen tot verpachting van de schouwburg, voor ƒ10.000 per jaar. Majofski, Snoek en Johanna Wattier namen de leiding zelf ter hand (totdat in 1820 de gemeente het theater weer zelf in beheer nam). In verband met de gewijzigde politieke situatie in Nederland moest in de Franse tijd ook de naam van het gezelschap aangepast worden: Koninklijke Toneellisten van de Hollandsche Schouwburg (1807). Het repertoire wijzigde navenant van Duits naar Frans. Maar er kwam dankzij Majofski en zijn collegae ook een ander genre bij, luchtige toneelstukken, tussen blij- en treurspel in, afgestemd op de smaak van de burgerij die meer amusement wenste. Het lukte ze bovendien om ondanks het waakzaam oog van de Franse prefect Celles, vaderlandslievende stukken op te voeren, zoals Maria van Lalain, Michel Az. de Ruyter, Belegering van Haarlem en Antonius Hambroek.
Majofski’s eind kwam tijdens een toneelvoorstelling van Ze is krankzinnig van Anne Honoré Joseph Duveynier. Hij kreeg een beroerte tijdens de avondvoorstelling, men probeerde hem nog off-stage te reanimeren door een aderlating, maar hij zeeg ineen.

## Nalatenschap
Theo Majofski, Andries Snoek en Johanna Wattier werden gezien als de beste toneelspelers van hun tijd. Hij kreeg tijdens zijn leven lovende kritieken vanwege zijn natuurlijke spel in zowel komedies en tragedies. Er was ook wel kritiek omdat hij rollen soms naar eigen inzicht vertolkte. Hij was mateloos populair, niet alleen vanwege zijn toneelspel maar ook omdat hij altijd vrolijk, opgeruimd en hartelijk was. Een beminnelijke man, volgens A.J. van Tetrode.. Hij had een bourgondische levensstijl. Hoewel hij in zijn latere leven heel goed verdiende, had hij altijd geld gebrek. Geldschieters die hem om terugbetaling vroegen, zou hij niet zelden hebben afgescheept met de woorden: "aan geld kan ik je vandaag niet helpen, maar als ik je met een entreetje van dienst kan zijn, dat graag".
Enkele toneelstukken en opera's waarin hij speelde:
- abt, in L'Abbé de l'Epée van Jean-Nicolas Bouilly
- Orgon, in Tartuffe van Molière
- Odoardo Galotti, in Emilia Galotti van Gotthold Epharim Lessing
- Gozewijn en Thomasvaer, in Gijsbrecht van Aemstel van Joost van den Vondel
- De bruiloft van Kloris en Roosje van Dirck Buysero
- Papageno en Sarastro, in Die Zauberflöte van Wolfgang Amadeus Mozart
- Bartolo, in Il barbiere di Siviglia van Gioacchino Rossini

Zijn portret in de Stadsschouwburg Amsterdam werd in 1906 postuum geschilderd door Gerard van Hove in opdracht van de Vereeniging voor de Galerij van Portretten. In de Amsterdamse wijk Slotervaart is een straat naar hem genoemd, de Theodorus Majofskistraat.
- Biografisch Portaal: 09890428
- Digitale Bibliotheek voor de Nederlandse Letteren: majo003
- International Standard Name Identifier: 0000 0003 8781 0374
- Nederlandse Thesaurus van Auteursnamen: 073236020
- Virtual International Authority File: 280829220
- WorldCat: E39PBJcgxWD8GGqPbyhyhTCCwC